# Más Movilidad (Gran Concepción)
El Plan Más Movilidad (o simplemente llamado Más Movilidad), es un plan de inversión pública en infraestructura vial y en transporte público para el área metropolitana del Gran Concepción, Chile. Se anunció oficialmente el 5 de mayo de 2023, y su implementación estará a cargo de una gobernanza materializada por un Comité Asesor Ministerial (liderada por el Ministerio de Transportes y Telecomunicaciones, y que incluye las carteras de Obras Públicas, Vivienda y Urbanismo, Desarrollo Social, Medioambiente, y Hacienda), a quienes se le suman el Gobierno Regional del Biobío, la Delegación Presidencial Regional del Biobío, la Empresa de los Ferrocarriles del Estado y municipios del Gran Concepción; y por un comité técnico.
Este plan se crea con el fin de enfrentar los problemas de movilidad que han afectado al Gran Concepción, que se arrastran desde la segunda mitad de la década del 2010, y se agudiza entre 2021 y 2023, luego del retorno a la presencialidad durante la Pandemia de COVID-19.

## Antecedentes

### Problemas de movilidad post pandemia
Si bien previo a la pandemia de Covid-19 ya se señalaba como un gran problema la congestión vehicular,con el relajo de las medidas sanitarias a fines de 2021 y durante el 2022, la red vial del Gran Concepción se hizo insuficiente, al punto que a marzo de 2022 ya se hablaba de una "crisis vial" en el área metropolitana, teniendo como principal motivo el gran aumento del parque automotriz.
Otro factor importante de esta crisis es la baja cantidad de buses del transporte público desde la pandemia: de 1.928 buses de la licitación de la locomoción colectiva del Gran Concepción, a abril de 2022 se cifró solo en aproximadamente 1.400 máquinas circulando debido a la falta de conductores, lo que se ha visto especialmente reflejado al anochecer donde son escasos los buses que circulan.

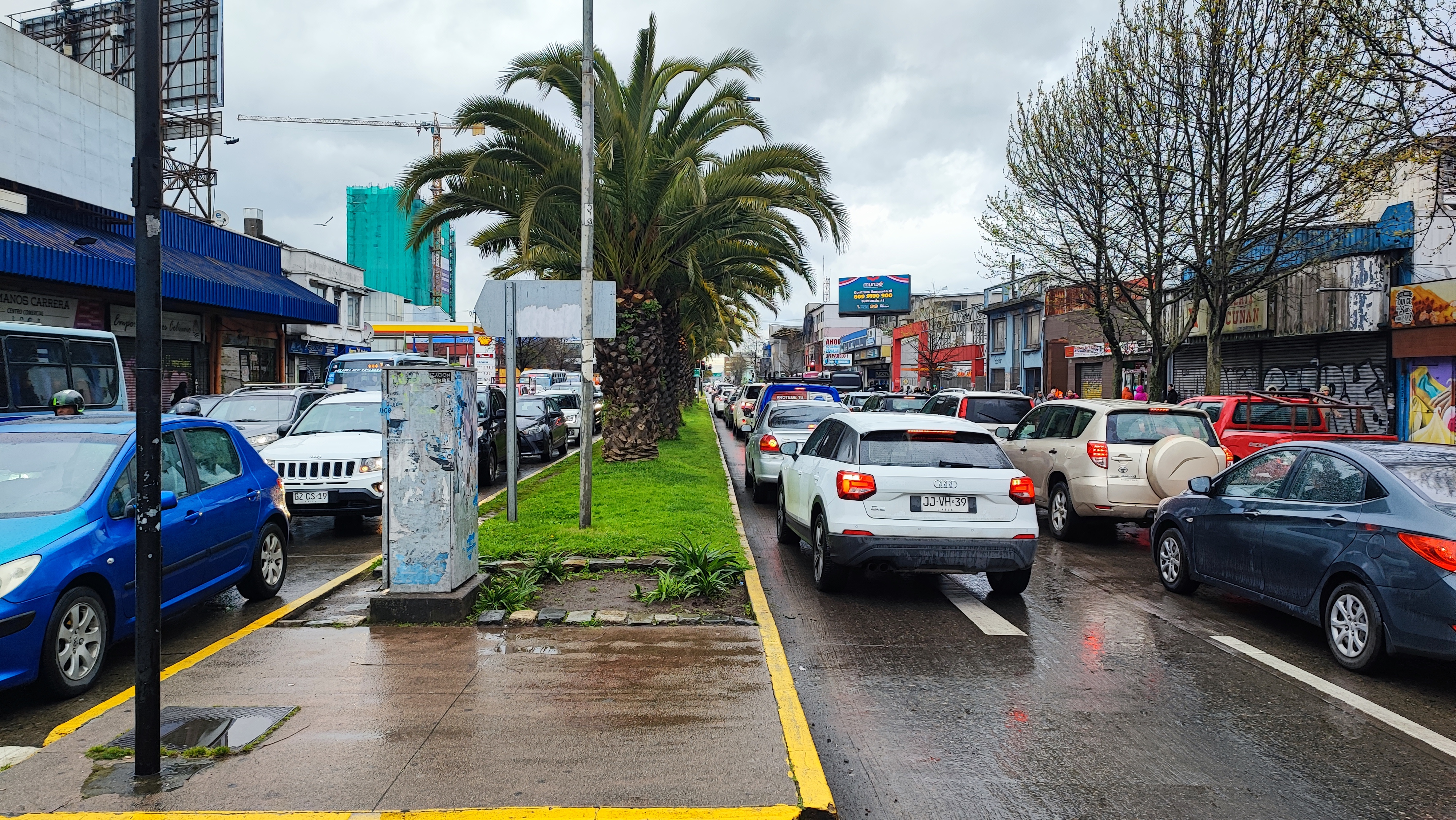
Avenida Los Carrera, en septiembre de 2023. A la derecha, la vía que va hacia San Pedro de la Paz, desde donde cotidianamente comienza la congestión vehicular.

Durante gran parte de la crisis, el foco se ha centrado en la comuna de San Pedro de la Paz, por ser el punto más álgido de la crisis, y en particular en la Autorruta Concepción-Lota (parte de la Ruta CH-160), donde las congestiones se extienden en horarios punta por varios kilómetros hasta la comuna de Concepción por un extremo, y a la comuna de Coronel por el otro. Esto ocasionó conflictos reiterados con el alcalde de la comuna sampedrina Javier Guiñez, quien se opuso a que fueran sancionados los vehículos particulares que ocupaban las "Pistas Solo Buses" de avenida Pedro Aguirre Cerda (parte de la Ruta CH-160 que pasa por el centro de la comuna).
A todo lo anterior, se sumó el colapso del tren de cercanías del Gran Concepción Biotrén, que subió de 37 mil pasajeros diarios en marzo de 2022 a más de 48 mil en noviembre de 2023, superando inclusive su máxima capacidad de operación normal que son 45 mil pasajeros diarios. Por otro lado, entre fines de 2022 y durante todo 2023 EFE Sur debió suspender el tránsito ferroviario del Puente ferroviario Biobío en cuatro ocasiones, debido a diversos problemas que le afectaron, extendiéndose en la primera y última suspensión de entre tres a cuatro meses; lo que afectó directamente a la Línea 2 del Biotrén pues dicho puente se encuentra en el tramo entre las estaciones Concepción y Juan Pablo II, por lo que entre las medidas adoptadas fue que los trenes terminaran su trayecto en Juan Pablo II y se habilitó un servicio de buses que completaban el trayecto hasta la estación Concepción.
Durante las interrupciones del Biotrén, se tomaron diversas medidas, entre las cuales se encontraban restricción vehicular temporal mientras duraran las obras en el puente ferroviario, y la implementación de pistas solo buses en el Puente Llacolén. Sin embargo, diversas autoridades criticaron estas medidas por estar en total descoordinación con otros estamentos del estado.
Con todo lo anterior, es que desde marzo de 2022 la Delegación Presidencial Regional del Biobío comenzó a idearse un plan integral para abordar la crisis vial del Gran Concepción.

### Biovías
El 5 de enero de 2004, el presidente Ricardo Lagos, presenta el Sistema Integrado de Transporte Urbano del Gran Concepción "Biovías", el cual consistía en una serie de inversiones en infraestructura vial y ferroviaria para el área metropolitana, apoyado en el "Plan Maestro de Transporte Urbano del Gran Concepción", preparado por SECTRA entre 1999 y 2002. A través de este plan, se reinauguró el 2005 el servicio del Biotrén (ya en operación desde 1999) al cambiar de imagen corporativa y crearse la línea 2, se invirtió en la construcción de diversos corredores de transporte público en las principales arterias como avenida Paicaví y calle Prat en Concepción, avenida Manuel Rodríguez en Chiguayante, avenida Pedro Aguirre Cerda en San Pedro de la Paz, entre otros. Este plan coincidió con la puesta en marcha de la licitación de la locomoción colectiva del Gran Concepción, hecha el 2002 y que reguló por primera vez los buses del transporte público del área metropolitana. Originalmente se extendería hasta 2005, pero sufrió diversas posposiciones hasta el 2023.
Las obras realizadas en virtud de Biovías fueron consideradas originalmente como una primera etapa. Sin embargo, una vez finalizada, no se volvió a mencionar sobre una continuidad. No es sino hasta 2023, cuando se vuelve a mencionar a Biovías, ahora como inspiración para el plan Más Movilidad.

## Anuncio y constitución del Comité Asesor Ministerial
El 5 de mayo de 2023, el ministro de Transportes y Telecomunicaciones Juan Carlos Muñoz, junto al Gobernador Regional del Biobío Rodrigo Díaz, y la Delegada Presidencial Regional del Biobío Daniela Dresner presentaron el plan "Más Movilidad". En la oportunidad se señaló que este plan tiene como objetivo enfrentar los diversos problemas de movilidad existentes en el área metropolitana del Gran Concepción, a través de una inversión de US$2.800 millones en infraestructura, durante un plazo de 5 años.
Para su ejecución, se conformó un Comité Asesor Ministerial, que estará integrado por:
- Ministerio de Transportes y Telecomunicaciones, a través de la Subsecretaría de Transportes que es quien lidera la instancia,
- Ministerio de Obras Públicas,
- Ministerio de Vivienda y Urbanismo,
- Ministerio de Desarrollo Social y Familia,
- Ministerio del Medio Ambiente,
- Ministerio de Hacienda,
- Gobierno Regional del Biobío,
- Delegación Presidencial Regional del Biobío,
- Empresa de Ferrocarriles del Estado, a través de su filial EFE Sur, y;
- Municipios del Gran Concepción

Además del comité "político", existirá un comité técnico liderado por la Secretaría Ejecutiva del Programa de Vialidad y Transporte Urbano (SECTRA), destinado a identificar puntos conflictivos entre los diversos proyectos, generar alternativas de solución y proponerlas al comité político. El 6 de junio de 2023 fue la primera sesión del Comité Asesor Ministerial, y su primera decisión fue aprobar la propuesta de la SECTRA destinada a la conformación del comité técnico compuesto por al menos 10 profesionales, por los 5 años que dura el plan.
Sin embargo, el 10 de octubre de 2023, el Gobierno Regional del Biobío fue informado por la Dirección de Presupuestos de que no fue autorizado el presupuesto destinado al comité técnico producto de que para la DIPRES se considera un gasto operacional de carácter permanente para la entidad receptora. Ante ello, a inicios de diciembre del mismo año se señaló por parte del Gobierno Regional que se insistió ante la entidad debido a que el plan no es un gasto permanente, sino que es un programa con plazo fijado a 5 años.

## Proyectos e implementación
El plan aborda proyectos de inversión en materia de infraestructura vial, infraestructura y otras mejoras para el Biotrén, y modernización del transporte público del Gran Concepción. Algunos de los proyectos, no obstante ser mencionados dentro del plan Más Movilidad, tienen origen anterior al lanzamiento del plan o, inclusive, se encuentran en obras al momento del anuncio del plan.

### Infraestructura vial
Entre los proyectos de infraestructura vial, destacan la implementación de nuevas rutas rápidas como el Puente Industrial y la Ruta Pie de Monte, la construcción de accesos rápidos hacia la Costanera Mar, y la implementación de corredores solo bus para tres importantes arterias del área metropolitana: Autorruta Concepción-Lota (entre Diagonal Biobío y acceso norte a Coronel), Autopista Concepción-Talcahuano y Ruta 150 (entre Rotonda Bonilla y acceso sur a Penco).

#### Puente Industrial
No obstante comenzar obras en julio de 2021, el Puente Industrial ha sido reiteradamente mencionado como parte del plan Más Movilidad debido a su importancia en la descongestión de la Ruta CH-160 en el tramo urbano de San Pedro de la Paz, al otorgar una salida de vehículos (especialmente vehículos de carga) antes de ingresar a la Avenida Pedro Aguirre Cerda. Este puente conectará la mencionada ruta con la comuna de Hualpén, a unos metros de ENAP Refinerías y será el más largo de Chile, con 2,5 kilómetros de extensión. Además, se considera como la primera autopista urbana fuera de Santiago, pues contará con un pórtico de peaje bajo sistema "Free-Flow".
El 3 de agosto de 2023 se dio cuenta de que las obras llevan un 50% de avance. En el mismo mes el Comité Asesor Ministerial solicitó a la concesionaria a cargo de las obras que habilitara un enlace provisorio a la avenida Costanera Mar, a la altura del sector Boca Sur de la comuna de San Pedro de la Paz.
A comienzos de diciembre, en virtud del plan, se anunció por parte del Gobierno Regional del Biobío que se estudia la posibilidad de subsidiar en CL$1.000 el peaje del puente.

#### Ruta Pie de Monte
La ruta Pie de Monte es un proyecto de autopista urbana de 20 kilómetros que se ubicará al oriente y en paralelo a la Ruta CH-160, desde el enlace con el Puente Industrial hasta el Bypass Coronel; como su nombre lo indica, bordeando la cordillera de la Costa al piedemonte. Su diseño se licitó el 2015, y se proyectó licitar obras para 2022, año en el cual fue pospuesto originalmente su licitación por tres años.
Sin embargo, en virtud del plan Más Movilidad, su licitación se adelantó para fines de 2023, por un monto de US$413 millones. El 21 de diciembre de 2023, la ministra de Obras Públicas Jessica López en visita por Concepción, anunció el inicio del llamado a licitación de esta autopista urbana.

#### Costanera Mar
Inaugurado su primer tramo de 7,7 kilómetros a principios de marzo de 2019, la avenida Costanera Mar es una arteria vial paralela a la Ruta CH-160 por el poniente, cuyo primer tramo comprende entre el sector Boca Sur (por el norte) y la avenida Cuatro Sur (por el sur) en la comuna de San Pedro de la Paz y, como su nombre lo indica, transcurre próximo al borde costero que da hacia el Océano Pacífico. Su tramo completo incorpora una extensión al sur, llegando hasta la zona urbana de la comuna de Coronel.
Ha sido mencionado como parte del plan Más Movilidad como alternativa al flujo de la ruta CH-160, y en virtud de ello se ha propuesto la construcción al sur de un paso bajo nivel en dicha ruta a la altura de avenida Cuatro Sur, y un enlace provisorio al Puente Industrial por el norte, con el fin de dar acceso a los vehículos a esta arteria y descongestionar la Autorruta Concepción-Lota.
En marzo de 2024, el Gobierno Regional del Biobío indicó que terminar la avenida Costanera Mar entre avenida 4 Sur y Coronel, es una de las 5 prioridades a realizarse de manera urgente.

#### Nuevos "electrocorredores" de buses
En octubre de 2022, los ministros de Transportes y Telecomunicaciones, Juan Carlos Muñoz, y de Obras Públicas Juan Carlos García, anuncian la inversión de US$450 millones en tres nuevos corredores de transporte público para el Gran Concepción, o "electrocorredores":
- Ruta 150, en el tramo apodado "Camino a Penco", entre la Rotonda General Bonilla (Concepción) y la intersección de calles San Vicente y O'higgins (Penco).[51]
- Autopista Concepción Talcahuano, comenzando donde termina el corredor de buses de avenida Paicaví, en el enlace con la avenida Alonso de Ribera (Concepción), y terminando en el puente Perales donde comienza el corredor de buses de avenida Colón (Talcahuano).[52]
- Ruta 160, o Autorruta Concepción-Lota, en el tramo entre las comunas de San Pedro de la Paz y Coronel, comenzando donde finaliza el corredor de buses de avenida Pedro Aguirre Cerda, en el cruce con calle Diagonal Biobío (San Pedro de la Paz), y terminando en el enlace "acceso norte a Coronel" que enlaza con el corredor de buses de avenida Manuel Montt (Coronel).[53]

Estos tres proyectos fueron señalados luego para el anuncio del plan Más Movilidad como parte del plan.

##### Electrocorredor Ruta 160
Es la más priorizada de entre las mencionadas. Luego de la sesión de noviembre 2023 del Comité Asesor Ministerial, se fijó para abril de 2024 la fecha para comenzar su proceso de licitación.
Tendrá la particularidad de que se construirán 7 pasos bajo nivel que, en gran parte de los casos, reemplazarán a diversos cruces ferroviarios existentes en la actualidad. De los siete, tres son parte de la licitación del electrocorredor, mientras que los otros cuatro fueron priorizados por el Comité Asesor Ministerial para construirse.  Se estima que debido a ello y considerando los plazos para estudios y licitaciones, las obras perduren al menos hasta el año 2034.
Estos serán, de norte a sur:
1. Diagonal Biobío (San Pedro de la Paz), a la altura de la calle homónima y que conectará del lado sur con avenida Los Batros, próximo a la estación Diagonal Biobío. Uno de los priorizados por el plan, y el que eventualmente será el último en implementarse por su alto costo (especialmente en cuanto a expropiaciones) y el gran impacto vial que implicará durante las obras.
2. Avenida Michaihue (San Pedro de la Paz), a la altura de la avenida homónima y que da acceso al sector Michaihue. Es parte de la licitación del electrocorredor Ruta 160.
3. Avenida Carlos Pezoa Veliz (San Pedro de la Paz), a la altura de la avenida homónima (ex avenida 4 Norte) y que conectará con avenida 2 Poniente, a un costado del centro comercial Paseo San Pedro. Es parte de la licitación del electrocorredor Ruta 160.
4. Lomas Coloradas (San Pedro de la Paz), a la altura de avenida Los Parques (del sector Portal de San Pedro) por el oriente, y calle Victoria (del sector Lomas Coloradas) por el otro. Estará a un costado de la estación Lomas Coloradas. Es de los priorizados por el plan y su financiamiento correrá en gran parte por el Gobierno Regional del Biobío. En enero de 2024 se ingresará, junto con el cruce de avenida Cuatro Sur, al Ministerio de Desarrollo Social para su resolución social.[54]
5. Avenida Cuatro Sur (San Pedro de la Paz - Coronel), ubicado en el límite comunal de ambas comunas, que implementará un enlace desde la Ruta 160 hacia la avenida Cuatro Sur (del sector Cardenal Raúl Silva Henríquez, ex Conavicoop); es el único proyecto donde actualmente no existe un cruce de ferrocarril. Dentro de los priorizados por el plan, es el de mayor urgencia, debido a que permitirá el acceso a la avenida Costanera Mar, que actualmente comienza precisamente a la altura de avenida Cuatro Sur, y con ello, se prevé una gran descongestión de la Ruta 160. Su financiamiento correrá en gran parte por el Gobierno Regional del Biobío. En enero de 2024 se ingresará, junto con el cruce de Lomas Coloradas, al Ministerio de Desarrollo Social para su resolución social.[54]
6. Escuadrón, o "Paso Bajo Nivel Industrial" (Coronel), ubicado a la altura de la avenida homónima. Es parte de la licitación del electrocorredor Ruta 160.
7. San Francisco (Coronel), ubicado a unos 600 metros del "acceso norte a Coronel", en el cruce entre las calles Cerro San Francisco, Juan Antonio Ríos, avenida Manuel Montt y Los Robles, a lo que se suma actualmente un cruce ferroviario a nivel por calle Cerro San Francisco. Este cruce permite el acceso de vehículos menores y camiones a la comuna carbonífera, debido al corredor de transporte público que ocupa la totalidad de la avenida Manuel Montt. No había sido mencionado sino hasta diciembre de 2023, en donde también se ha señalado como uno de los proyectos de paso bajo nivel priorizados por el plan, indicándose que su urgencia es semejante a la del paso bajo nivel de avenida Cuatro Sur, por lo que se presupuesta que sus obras serán al mismo tiempo que dicho cruce.

##### Electrocorredores Autopista Concepción - Talcahuano, y Camino a Penco
En noviembre de 2023 se anunció que en el caso de la Autopista Concepción Talcahuano, las obras se harán en dos tramos, con carteras distintas a su cargo: el tramo 1, correspondiente entre puente Perales y la "Trompeta O'higgins" será de cargo del MINVU (a través del SERVIU); mientras que el tramo 2, correspondiente entre la "Trompeta O'higgins" y el empalme con avenida Paicaví será ejecutado por el MOP. El 5 de diciembre la SEREMI de Vivienda Claudia Toledo indicó que se licitará durante enero de 2024.
Mientras que, en la sesión de noviembre de 2023 del Comité Asesor Ministerial, se fijó para octubre de 2024 la licitación de obras para el "electrocorredor" del llamado "Camino a Penco".

##### Otros corredores de transporte público
A ellos, se les suman los corredores ya en obras de:
- Avenida Cristóbal Colón, entre el puente Perales y el enlace Las Golondrinas, en la comuna de Talcahuano.
- Avenida Cristóbal Colón, entre el enlace Las Golondrinas y la avenida Los Copihues (al inicio del corredor de buses del eje Colón - 21 de mayo), en la comuna de Hualpén.
- Avenida Ignacio Collao, entre avenida Juan Bosco y Camino Nonguén, junto a la demarcación de una pista solo buses en su par vial General Novoa entre calle Maipú y su enlace a avenida Collao frente a la Universidad del Biobío, en la comuna de Concepción.

### Infraestructura ferroviaria

#### Mejoras para el Biotren
En el anuncio del plan Más Movilidad se señaló que entre las propuestas a invertir está la implementación de nuevas estaciones para la línea 1 del Biotren.
Luego, dentro del Comité Asesor Ministerial, se conversó sobre diversos planes en carpeta, también priorizados por el plan, como la extensión de la línea 2 hacia Lota, y la creación de la línea 3 hacia Penco y Lirquén.
El 13 de diciembre de 2023 se señala un nuevo proyecto priorizado por el plan relacionado con el Biotren, esta vez respecto a la posibilidad de un medio de transporte masivo que ingrese tanto al centro de Concepción, como a otros sectores lejanos a las actuales líneas férreas y que son de alto flujo de pasajeros. Este anuncio se realiza el día de que EFE Sur abre la licitación para los estudios que permitan determinar que medio es idóneo para ello, teniendo tres alternativas: un Metro para Concepción, idea que contó con un estudio el 2015, y que se considera la alternativa más onerosa; un tranvía, medio de transporte que funcionó en el Gran Concepción hasta 1941, que se quiso retomar en 2009 sin éxito, y que algunos ven como la opción más barata pero con mayores complejidades técnicas y físicas al tener que compartir vías con vehículos, y menor capacidad; o extender el Biotren mediante vías férreas soterradas, tomando como ejemplo la situación del MERVAL en su tramo de Viña del Mar, y que considera la opción intermedia.
En marzo de 2024, el Gobierno Regional del Biobío indicó que la extensión del Biotren a Lota es una de las 5 prioridades a realizarse de manera urgente.

#### Acceso ferroviario norte a Concepción
Desde la década del 2010 que se ha planteado como idea el crear una nueva conexión ferroviaria por el norte de Concepción, comenzando en el tramo aún operativo del Ramal Rucapequén-Concepción cercano a Chillán, y luego en paralelo a la Autopista del Itata; que permita acortar los tiempos de viaje ferroviarios, que hoy se hacen mediante el Ramal Talcahuano-Laja.
En 2022 se inició los estudios para la realización de este proyecto, y en noviembre de 2023 por el plan Más Movilidad se priorizó este proyecto. En marzo de 2024, el Gobierno Regional del Biobío indicó que el acceso ferroviario norte es una de las 5 prioridades a realizarse de manera urgente.

### Modernización del Transporte Público

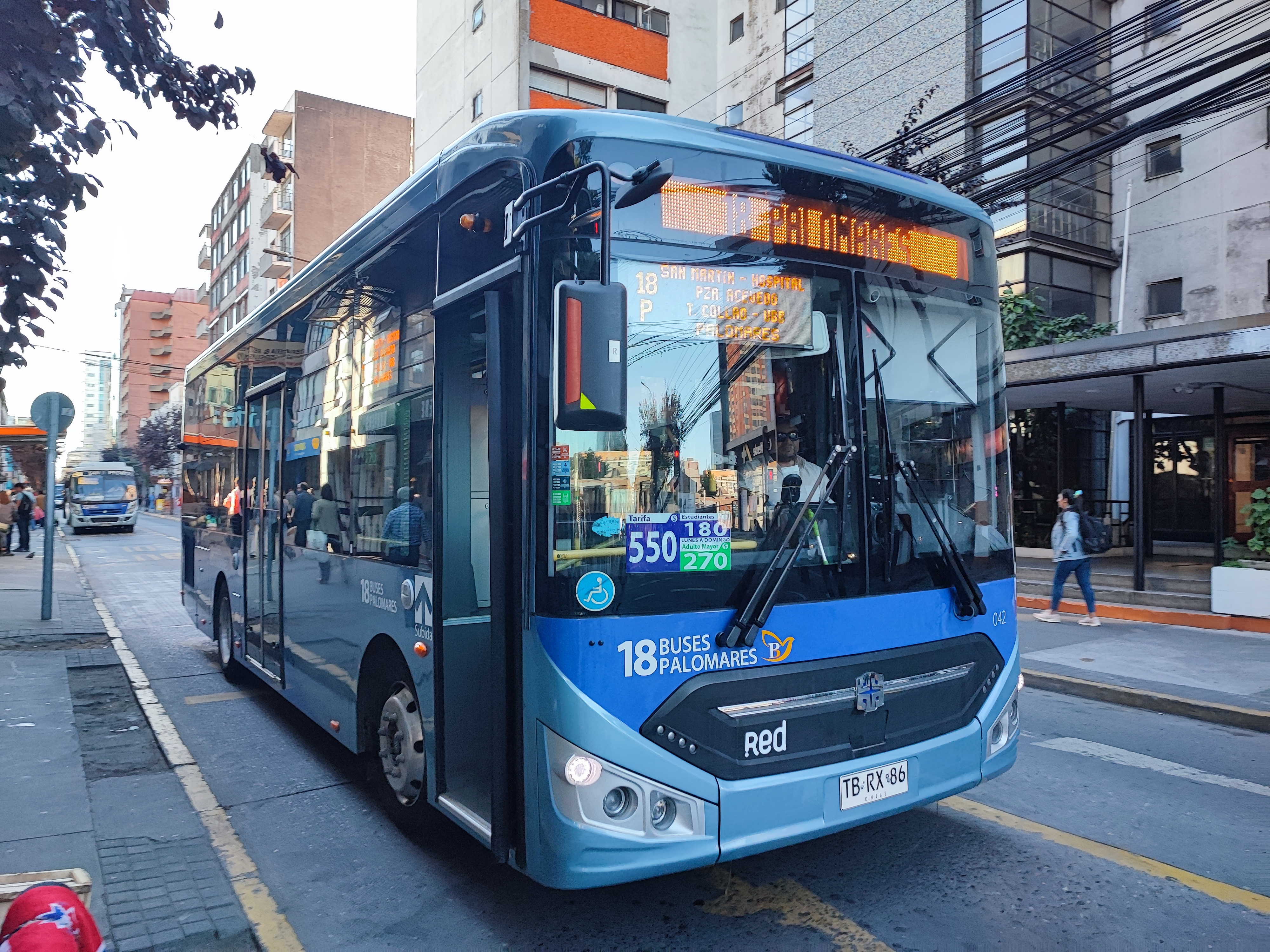
Bus de alto estándar —llamado también "estándar RED"— incorporado al Perímetro de Exclusión del Gran Concepción.

Este plan de inversión considera también la modernización de la locomoción colectiva del Gran Concepción. Esto, basándose en que al mismo tiempo se llevan a cabo cambios fundamentales para la locomoción colectiva del Gran Concepción, promovidos con anterioridad al plan pero que serán fundamentales para el mismo: 
Por un lado, el cambio de regulación para la locomoción colectiva de la licitación del 2002 del Gran Concepción (las micros azules con gris) al Perímetro de Exclusión, el cual promueve la modernización de los buses circulantes a unos de alto estándar con accesibilidad universal, además de mejorar la calidad del servicio a través de la fiscalización permanente a la flota circulante, las frecuencias, los horarios, y el cumplimiento cabal del recorrido trazado, imponiendo sanciones a aquellas empresas operadoras que no cumplan.
En segundo lugar, la implementación de Red Concepción de Movilidad —sistema de transporte público integrado, derivado de Red Metropolitana de Movilidad—, que implicará la compra de 225 buses eléctricos de alto estándar por parte del Estado, de los cuales 25 se implementarán en la primera etapa a fines de 2024, y los restantes 200 se licitarán durante el 2024 para implementarse antes de marzo de 2026.
Por último, la implementación de un nuevo Perímetro de Exclusión para la locomoción colectiva entre Concepción y la llamada "Zona del Carbón" (Coronel y Lota), locomoción que contó originalmente con un Perímetro de Exclusión desde 2013 que perduró un par de años cesando por falta de fondos, pero que durante el 2023 se confirmó una nueva puesta en marcha, señalando que está en etapa de participación ciudadana. Durante el anuncio del plan en mayo de 2023 se señaló que se comprarán 130 buses eléctricos de alto estándar que operarán en estos servicios.
A todo lo anterior, se suma el hecho que desde marzo de 2022 existe regulación para la locomoción colectiva entre Concepción y Tomé mediante un Perímetro de Exclusión, que también permite la modernización de la flota, y la integración tanto con los demás sistemas regulados, como con Red Concepción y con otros medios de transporte del área metropolitana como el Biotren.